# Петроглифы Валь-Камоники
Петроглифы Валь-Камоники (итал. Val Camonica, долина Камоника) — петроглифы на территории альпийской долины Камоника (провинция Брешиа итальянской области Ломбардия). Памятник Всемирного наследия с 1979 года.
В Камонике находится крупнейшее скопление петроглифов на территории Европы — всего около 300 тысяч. Хотя название долины происходит от племени камунов, проживавших здесь незадолго до прихода римлян, с ними связана лишь небольшая часть петроглифов: хронологически они относятся к периоду от верхнего палеолита (6000 г. до н. э.) до Средних веков. Существенная часть петроглифов относится к позднему энеолиту — раннему бронзовому веку; они нередко содержат изображения кинжалов — престижных объектов своего времени, источником которых была культура Ремеделло.
Сообщение об обнаружении петроглифов первым опубликовал в конце 1950-х годов археолог Эммануэль Анати, проводивший раскопки в Валь-Камонике.

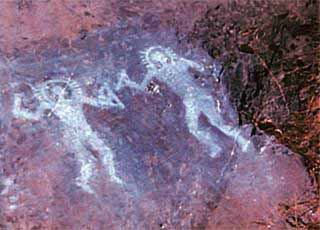
Наскальная живопись из Валь-Камоники (ок. 10.000 до н. э.). По научным представлениям — ритуальное изображение богов или мифических существ. По утверждению сторонников гипотезы палеоконтакта — примитивный рисунок, запечатлевший представителей внеземной цивилизации («астронавты в скафандрах»)

| N° | Название                                                      | Муниципалитет                  | Координаты                      | Петроглифы |
| -- | ------------------------------------------------------------- | ------------------------------ | ------------------------------- | ---------- |
| 1. | Национальный парк петроглифов Naquane                         | Капо-ди-Понте                  | 46°01′32″ с. ш. 10°20′57″ в. д. |            |
| 2. | Национальный археологический парк Massi di Cemmo              | Капо-ди-Понте                  | 46°01′52″ с. ш. 10°20′20″ в. д. |            |
| 3. | Археологический парк города Seradina-Bedolina                 | Капо-ди-Понте                  | 46°02′00″ с. ш. 10°20′29″ в. д. |            |
| 4. | Археологический парк Asinino-Anvòia                           | Оссимо                         | 45°57′19″ с. ш. 10°14′47″ в. д. |            |
| 5. | Муниципальный парк петроглифов Luine                          | Дарфо-Боарио-Терме             | 45°53′20″ с. ш. 10°10′46″ в. д. |            |
| 6. | Муниципальный археологический и минералогический парк Sellero | Селлеро                        | 46°03′26″ с. ш. 10°20′29″ в. д. |            |
| 7. | Археологический парк города Sonico                            | Сонико                         | 46°10′07″ с. ш. 10°21′20″ в. д. |            |
| 8. | Заповедник петроглифов Ceto, Cimbergo и Paspardo              | Чето (Набро) Чимберго Паспарбо | 46°01′06″ с. ш. 10°21′10″ в. д. |            |